# Девід Бентлі
Девід Майкл Бентлі (англ. David Michael Bentley; нар. 27 серпня 1984, Пітерборо, Англія) — колишній англійський футболіст, що грав на позиції півзахисника.
Виступав, зокрема, за клуби «Блекберн Роверз» та «Тоттенгем Готспур», а також національну збірну Англії.
Володар Кубка англійської ліги.

## Клубна кар'єра
Вихованець футбольної школи клубу «Арсенал». Дорослу футбольну кар'єру розпочав 2001 року в основній команді того ж клубу, в якій провів три сезони, взявши участь лише в одному матчі чемпіонату.
Протягом 2004—2005 років на правах оренди захищав кольори команди клубу «Норвіч Сіті».
Своєю грою за останню команду привернув увагу представників тренерського штабу клубу «Блекберн Роверз», до складу якого приєднався 2005 року. Відіграв за команду з Блекберна наступні три сезони своєї ігрової кар'єри. Більшість часу, проведеного у складі «Блекберн Роверз», був основним гравцем команди.
2008 року уклав контракт з клубом «Тоттенгем Готспур», у складі якого провів наступні три роки своєї кар'єри гравця.
Згодом з 2011 по 2013 рік грав у складі команд клубів «Бірмінгем Сіті», «Вест Гем Юнайтед» та «Ростов».
Завершив професійну ігрову кар'єру у клубі «Блекберн Роверз», у складі якого вже виступав раніше. Прийшов до команди 2013 року, захищав її кольори до припинення виступів на професійному рівні того ж року.

## Виступи за збірні
2001 року дебютував у складі юнацької збірної Англії, взяв участь у 13 іграх на юнацькому рівні.
Протягом 2003—2007 років залучався до складу молодіжної збірної Англії. На молодіжному рівні зіграв у 9 офіційних матчах, забив 4 голи.
2007 року дебютував в офіційних матчах у складі національної збірної Англії. Протягом кар'єри у національній команді, яка тривала усього 2 роки, провів у формі головної команди країни 7 матчів.

## Статистика виступів

### Статистика клубних виступів
| Сезон                         | Команда                       | Чемпіонат                     | Чемпіонат | Чемпіонат | Національний кубок | Національний кубок | Національний кубок | Континентальні кубки | Континентальні кубки | Континентальні кубки | Інші змагання | Інші змагання | Інші змагання | Усього | Усього |
| Сезон                         | Команда                       | Ліга                          | Ігор      | Голів     | Ліга               | Ігор               | Голів              | Ліга                 | Ігор                 | Голів                | Ліга          | Ігор          | Голів         | Ігор   | Голів  |
| ----------------------------- | ----------------------------- | ----------------------------- | --------- | --------- | ------------------ | ------------------ | ------------------ | -------------------- | -------------------- | -------------------- | ------------- | ------------- | ------------- | ------ | ------ |
| 2002–03                       | «Арсенал»                     | ПЛ                            | 0         | 0         | КА+КЛ              | 1+0                | 0                  | ЛЧ                   | 0                    | 0                    | -             | -             | -             | 1      | 0      |
| 2003–04                       | «Арсенал»                     | ПЛ                            | 1         | 0         | КА+КЛ              | 2+4                | 1+0                | ЛЧ                   | 1                    | 0                    | -             | -             | -             | 8      | 1      |
| Усього за «Арсенал»           | Усього за «Арсенал»           | Усього за «Арсенал»           | 1         | 0         |                    | 7                  | 1                  |                      | 1                    | 0                    |               | -             | -             | 9      | 1      |
| 2004–05                       | «Норвіч Сіті»                 | ПЛ                            | 26        | 2         | КА+КЛ              | 2+0                | 0                  | -                    | -                    | -                    | -             | -             | -             | 28     | 2      |
| 2005–06                       | «Блекберн Роверз»             | ПЛ                            | 29        | 3         | КА+КЛ              | 1+5                | 1+1                | -                    | -                    | -                    | -             | -             | -             | 35     | 5      |
| 2006–07                       | «Блекберн Роверз»             | ПЛ                            | 36        | 4         | КА+КЛ              | 6+1                | 0                  | КУЄФА                | 8                    | 3                    | -             | -             | -             | 51     | 7      |
| 2007–08                       | «Блекберн Роверз»             | ПЛ                            | 37        | 6         | КА+КЛ              | 1+3                | 1+1                | Інт                  | 2+5                  | 0+1                  | -             | -             | -             | 48     | 9      |
| 2008–09                       | «Тоттенгем Готспур»           | ПЛ                            | 25        | 1         | КА+КЛ              | 2+3                | 0                  | КУЄФА                | 5                    | 1                    | -             | -             | -             | 35     | 2      |
| 2009–10                       | «Тоттенгем Готспур»           | ПЛ                            | 15        | 2         | КА+КЛ              | 5+4                | 1+1                | -                    | -                    | -                    | -             | -             | -             | 24     | 4      |
| 2001-січ. 2011                | «Тоттенгем Готспур»           | ПЛ                            | 2         | 0         | КА+КЛ              | 0+1                | 0                  | ЛЧ                   | 0                    | 0                    | -             | -             | -             | 3      | 0      |
| Усього за «Тоттенгем Готспур» | Усього за «Тоттенгем Готспур» | Усього за «Тоттенгем Готспур» | 42        | 3         |                    | 15                 | 2                  |                      | 5                    | 1                    |               | -             | -             | 62     | 6      |
| січ.-лип. 2011                | «Бірмінгем Сіті»              | ПЛ                            | 13        | 0         | КА+КЛ              | 2+0                | 1+0                | -                    | -                    | -                    | -             | -             | -             | 15     | 1      |
| 2011–12                       | «Вест Гем Юнайтед»            | ЧФЛ                           | 5         | 0         | КА+КЛ              | 0+0                | 0                  | -                    | -                    | -                    | -             | -             | -             | 5      | 0      |
| 2012-січ. 2013                | «Ростов»                      | РПЛ                           | 7         | 0         | КР                 | 1                  | 0                  | -                    | -                    | -                    | -             | -             | -             | 8      | 0      |
| січ.-лип. 2013                | «Блекберн Роверз»             | ЧФЛ                           | 5         | 0         | КА+КЛ              | 2+0                | 0                  | -                    | -                    | -                    | -             | -             | -             | 7      | 0      |
| Усього за «Блекберн Роверз»   | Усього за «Блекберн Роверз»   | Усього за «Блекберн Роверз»   | 107       | 13        |                    | 19                 | 4                  |                      | 15                   | 4                    |               |               |               | 141    | 21     |
| Усього за кар'єру             | Усього за кар'єру             | Усього за кар'єру             | 201       | 18        |                    | 46                 | 8                  |                      | 21                   | 5                    |               |               |               | 268    | 31     |

## Досягнення
- Володар Кубка Футбольної ліги:

«Бірмінгем Сіті»: 2010–2011